# البطل الضعيف
بطل الصف الاول الضعيف (بالكورية: 약한영웅 Class 1)؛ هو مسلسل ويب كوري جنوبي، بطولة من بطولة بارك جي هون، تشوي هيون ووك، هونغ كيونغ. وهو مبني على الويبتون الشهير "البطل الضعيف" الذي كتبه سيوباسس ورسمه كيم جين-سيوك (رازن)، والذي نُشر في عام 2018 ، عُرضت الحلقات الثلاث الأولى لأول مرة في مهرجان بوسان السينمائي الدولي السابع والعشرين ، والذي عقد في الفترة من 5 أكتوبر إلى 14 أكتوبر 2022. صدر المسلسل كاملا على منصة Wavve في 18 نوفمبر 2022 بمجموع 8 حلقات، وتم اصداره على نتفليكس في 25 مارس 2025 ، صدر الموسم الثاني حصريا على نتفليكس في 25 أبريل 2025.

## القصة
تدور القصة حول يون سي يون ، وهو طالب مثالي حاصل على درجات تنتمي إلى أفضل 1% في المدرسة. يبدو ضعيفًا لكنه يحارب العديد من أعمال العنف داخل المدرسة وخارجها. يبدو صبيًا ضعيفًا بشكل طبيعي من حيث المظهر ، يتغلب على مدرسة تشبه الغابة باستخدام دماغه وقوته التحليلية وأدواته.

## طاقم

شخصيات الموسم الثاني

### رئيسي
- بارك جي هون في دور يون سي يون[5]
- تشوي هيون-اوك في دور أهن سوهو (الموسم 1)[5]
- هونغ كيونغ في دور اوه بيوم-سيوك (الموسم 1)[6]

### داعم
- لي ايون في دور ايونج اي[7]
- شين سيونغ-هو في دور جيون سيوك-داي[7]
- كيم يو-جيوم في دور جيون يونغ-بين[8]
- تشا وو مين في دور كانغ وو يونغ[9]
- نا تشيول في دور كيم جيل سو[9]
- غونغ هيون جو في دور والدة سي-ايون[10]
- كيم سونغ-كيون في دور جيو-جين[9]
- جو هان تشول في دور أوه جين وون[10]

### الموسم 2
- ريون في دور بارك هو مين[11]
- تشوي مين يونغ في دور سيو جون تاي[11]
- لي مين جاي في دور جو هيون تاك[11]
- يو سو بن في دور تشوي هيو مان[11]
- باي نا را في دور نا بايك جين[11]
- لي جون يونج في دور جيوم سيونج جاي[11]

## الاستقبال
كانت شعبية المسلسل مدفوعة بشكل أساسي بالحديث الشفهي والتعليقات الإيجابية على وسائل تواصل اجتماعي. أصبحت الدراما ناجحة بين عشية وضحاها، وأصبحت على الفور الدراما الأولى لـ Wavve الاكثر مشاهدة، وحصلت على تقييم 9.9 دوليا على iQIYI و Kocowa و VIKI ، بالإضافة إلى تقييمات من النقاد. بعد نجاح الدراما، ذهب الممثلون وطاقم العمل في إجازة مكافأة لمدة خمسة أيام إلى نها ترانج في فيتنام.

## الإنتاج
في مايو 2021 اعلنت جيدام ميديا، أنهم توصلوا إلى اتفاق مع بلاي لاست لتعاون في إنتاج درامي من للويبتونز الشهير "بطل ضعيف". تم التأكيد لاحقًا على أن شوتكاك، الاستوديو الذي شارك في تأسيسه المخرج وكاتب السيناريو هان جون-هي (الذي اخرج وكتب DP)، سيعمل كمخرج ابداعي، ويو سو مين الذي فاز مؤخرًا بجائزة أفضل فيلم قصير في مهرجان ميز أون السينمائي، سيخرج ويكتب المسلسل.

### الموسم 2
في الأول من ديسمبر 2023، وبالتزامن مع أنباء قراءة السيناريو، أُعلن عن اصدار الموسم الثاني على نتفليكس بسبب الصعوبات المالية التي تواجهها منصة Wavve، المنصة الاصلية للعمل. وصرحت نتفليكس: "صحيح أننا أجرينا مراجعة داخلية بخصوص هذه الخطوة غير المعتادة. لكننا لسنا في وضع يسمح لنا باتخاذ قرار بعد.
في 4 ديسمبر 2023، تم تأكيد إصداره على نتفليكس.

## الإصدار
عُرضت 3 حلقات من المسلسل لأول مرة في مهرجان بوسان السينمائي الدولي ال27 في "قسم على الشاشة" في 7 أكتوبر 2022. بيعت جميع تذاكر الاولى في قرابة دقيقتين. تم إصداره حصريًا على منصة Wavve المحلية في 18 نوفمبر 2022.

### الإصدار الدولي
تم اصداره في الولايات المتحدة بتزامن على فيكي، آييجيي، كوكوا، أمازون برايم ، كومكاست، جوجل تي في وقناة روكو . في ديسمبر 2022، أكدت فيكي، وهي منصة فيديو متخصصة في المحتوى الآسيوي، عن توفر المسلسل في أوروبا وأوقيانوسيا والشرق الاوسط والهند بعد إصداره في الولايات المتحدة.

## روابط خارجية
- البطل الضعيف على موقع IMDb (الإنجليزية)
- البطل الضعيف على موقع نتفليكس (الإنجليزية)
- البطل الضعيف على موقع ليتربوكسد (الإنجليزية)
- البطل الضعيف على موقع كينوبويسك (الروسية)
- البطل الضعيف على موقع ألو سيني (الفرنسية)
- البطل الضعيف على موقع قاعدة بيانات الفيلم (الإنجليزية)